# Sane (miasto)
Sane – starożytne miasto, kolonia Andros na półwyspie Pallene w Chalkidyce. Założona w roku 655 p.n.e.